# Так поступают в свете
«Так поступают в свете» или «Пути светской жизни» (англ. The Way of the World) — комедия английского драматурга Уильяма Конгрива, впервые поставленная на сцене в марте 1700 года. Не имела успеха у публики, хотя, по словам Джона Драйдена, «была достойна большего». Драматург, расстроенный этой неудачей, больше ничего не писал для театра.